# Peucaea
A Peucaea a madarak osztályának verébalakúak (Passeriformes) rendjébe és a verébsármányfélék (Passerellidae) családjába tartozó nem.

## Rendszerezésük
A nemet John James Audubon amerikai ornitológus írta le 1839-ban, az alábbi fajok tartoznak ide:
- Peucaea carpalis
- Peucaea sumichrasti
- Peucaea botterii
- Cassin-veréb (Peucaea cassinii)
- berki verébsármány (Peucaea aestivalis)
- Peucaea ruficauda
- Peucaea humeralis
- Peucaea mystacalis